# Didineis
Didineis is een geslacht van vliesvleugelige insecten van de familie van de graafwespen (Crabronidae).

## Soorten
- D. clavimana Gussakovskij, 1937
- D. crassicornis Handlirsch, 1888
- D. hispanica Guichard, 1990
- D. lunicornis

Maansikkelwesp (Fabricius, 1798)
- D. pannonica Handlirsch, 1888
- D. wuestneii Handlirsch, 1888